# Balto (film)
Pour l'animal initial, voir Balto.
Vous lisez un « bon article » labellisé en 2012.
Série
Balto 2 : La Quête du loup
(2002)
Pour plus de détails, voir Fiche technique et Distribution.
Balto, sous-titré Balto chien-loup, héros des neiges ou Balto, l'histoire d'une légende, est un film d'animation américain réalisé par Simon Wells, sorti en décembre 1995 aux États-Unis. C'est le quarante-et-unième long métrage des studios Amblin Entertainment et le troisième et dernier long métrage de sa filiale spécialisée dans les films d'animation Amblimation. La distribution du film a été assurée par Universal Pictures.
Ce film est le premier d'une trilogie reposant sur le personnage de Balto et le seul de cette série à se fonder sur une histoire vraie. En effet, le scénario du film est tiré de l'épidémie de diphtérie qui sévit en 1925 dans la ville de Nome, en Alaska, et qui donne lieu à la course au sérum : un relais d'attelages de chiens pour transporter le vaccin antidiphtérique de la ville de Nenana jusqu'à Nome dans lequel un véritable croisé husky-loup nommé Balto s'est particulièrement distingué,. Néanmoins, certaines parties du scénario sont fictives. Les deux suites du film ne sont pas tirées de faits réels, même si l'épidémie sert encore de toile de fond. Le premier film est considéré par les critiques cinématographiques et le public comme le meilleur de la trilogie.
Lors de sa sortie en salle, le film n'arrive pas à éveiller l'intérêt, notamment à cause de la sortie du film Toy Story des studios Disney en collaboration avec Pixar, et cela pèse dans l'avenir des studios Amblimation qui ferment leurs portes deux ans plus tard. Kevin Bacon, qui double la voix du personnage de Balto, fait sa seule expérience de doublage pour un dessin animé, cassant ainsi, pour un court moment, son image d'acteur de film noir.

## Synopsis

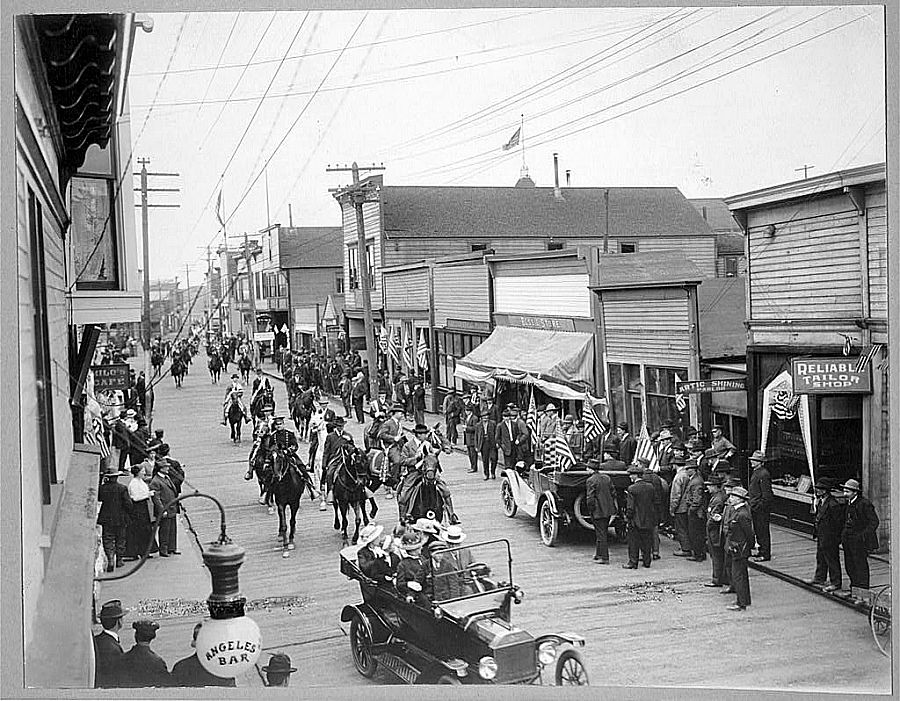
La ville de Nome, le 4 juillet 1916. Nome est l'arrière-plan de cette aventure.

Le film commence par une scène avec des acteurs humains. Une grand-mère et sa petite-fille, accompagnées par leur chien, sont à la recherche d'un mémorial dans Central Park à New York. La grand-mère commence à raconter l'histoire de Balto. On bascule alors vers le dessin animé. Balto est un chien-loup (moitié loup, moitié husky) habitant près de la ville de Nome en Alaska. Il est rejeté par les humains et par les chiens de la ville, notamment à cause de son héritage de loup. Il a pour seuls amis Boris, un jars russe et deux ours polaires nommés Muk et Luk.
Un jour, en ville, une course de traîneaux est organisée. Steele, fier husky sibérien, est à la tête d'un des attelages de la course. Balto se positionne sur le côté de la piste pour voir la course. Il observe alors Rosy, une petite fille, ainsi que sa chienne Jenna, une husky. Balto est immédiatement sous le charme. Alors que le traîneau se rapproche, le bonnet de Rosy, emporté par le vent, atterrit en plein milieu de la piste. Balto commence alors à faire la course avec l'attelage de Steele et réussit à attraper le bonnet, qu'il rend à sa propriétaire. il a le temps d'interpeller Jenna car le père de Rosy ne le repousse pas, n'ayant pas peur pour sa fille.
Après avoir été pris à partie par Steele et ses compagnons Nikki, Kaltag et Star, Une épave de bateau, avec Boris. La nuit suivant la course, Rosy et de nombreux enfants de Nome sont amenés à l'hôpital sous l'œil de Jenna très inquiète. Balto emmène Jenna sous le plancher de l'hôpital où le médecin annonce que Rosy a la diphtérie et qu'il n'y a plus de sérum pour guérir la jeune fille. Alors que Jenna, frappée par le chagrin, et Balto sortent de la cachette, Steele arrive pour tenter de séduire la chienne avec des saucisses volées. Après avoir été piégés, Balto et Jenna tentent de se sauver mais ils sont rattrapés par Steele qui jette les saucisses sur Balto. Le boucher et le père de Rosy découvrent le chien-loup empêtré dans le butin volé par Steele. Il n'est immédiatement pas chassé. Au même moment, l'hôpital est mis en quarantaine et la ville cherche à obtenir du sérum antidiphtérique aussi vite que possible. Le seul moyen de sauver les enfants est d'aller chercher le sérum dans la ville de Nenana.

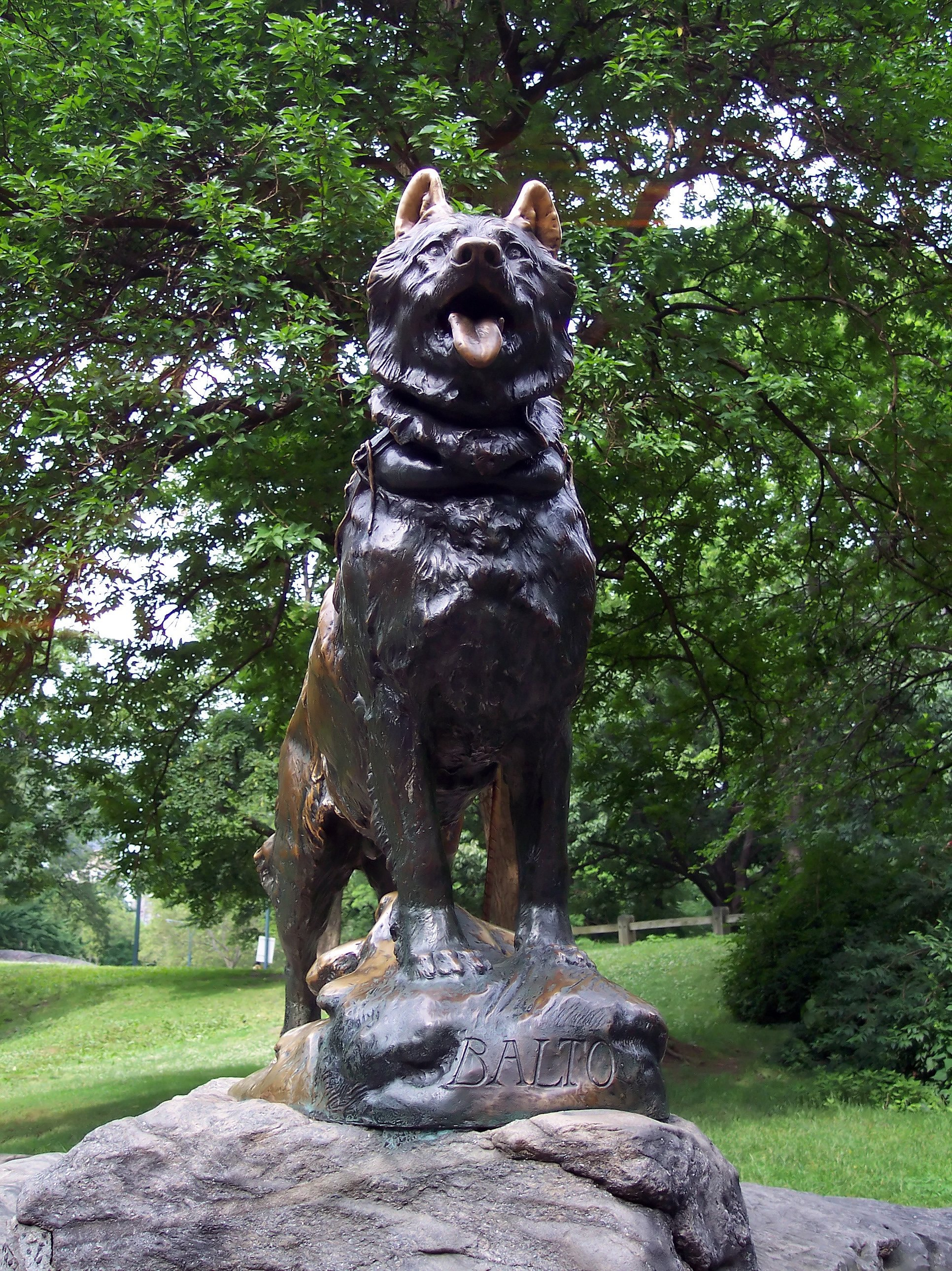
La statue de Balto, située à Central Park, à New York. Le monument est la dernière image du film.

Il est décidé qu'un traîneau ira chercher le sérum. Le jour suivant, une course a lieu pour sélectionner les membres de l'attelage. Balto arrive à se glisser parmi les autres chiens et remporte la course malgré les coups bas de ses adversaires. Néanmoins, lorsque le conducteur veut voir Balto, Steele écrase la patte de celui-ci, qui montre les crocs involontairement. Le conducteur le qualifie de dangereux et ne le prend pas dans l'attelage. Steele et son équipe arrivent à Nenana et prennent le sérum mais, lors du retour, ils sont pris dans une tempête de neige. Le chien de tête perd ses repères et panique : il n'arrive pas à voir qu'il est arrivé en haut d'une colline et l'ensemble des membres du traîneau chute. Le conducteur est blessé et inconscient. L'attelage est perdu.
L'équipe de Steele n'ayant pas passé un point de contrôle, la nouvelle arrive à Nome. Balto décide alors de partir pour retrouver l'attelage avec Boris, Muk et Luk. Lors du voyage, ils sont attaqués par un grizzly. Alors que l'ours massif est sur le point d'achever Balto, Jenna attaque l'ours mais est repoussée. Balto s'échappe et glisse sur un lac gelé. L'ours, trop lourd pour que la glace supporte son poids, est englouti par les flots ainsi que Balto, qui se retrouve pris sous la glace. Il est sauvé par Muk et Luk.
Jenna est blessée et Balto ordonne à Boris, Muk et Luk de raccompagner la chienne en ville. Le chien-loup continue la route, seul. Il retrouve l'attelage de Steele et propose son aide mais le chien refuse de se faire aider. Il veut prendre la caisse de sérum mais Steele l'en empêche à plusieurs reprises en l'envoyant au sol. Steele attrape Balto par le bandana de Jenna mais celui-ci se dénoue et Steele tombe dans un ravin profond. Après cela, Star donne la place de leader à Balto et l'attelage reprend le voyage de retour avec Balto. Néanmoins, Steele n'est pas blessé et parvient à s'extraire du ravin. Pour empêcher le traîneau de revenir à bon port, il fait différentes marques sur les arbres, pour égarer Balto qui a utilisé ce même système pour savoir le chemin à prendre.
Le plan de Steele marche et Balto est sur le point de plonger le traîneau dans un autre ravin. Il arrive cependant à retenir toute l'équipe et attrape la caisse de médicament qui allait tomber dans ce même ravin. C'est alors que la glace cède sous les pattes de Balto et celui-ci tombe avec la boîte dans le gouffre. Pendant ce temps, Jenna explique l'histoire au reste des chiens mais ils ne prennent pas Balto au sérieux. Steele arrive à Nome, dit que Balto et le reste de l'équipe sont morts et montre le bandana de Jenna comme preuve, mais elle se rend compte de l'hypocrisie de Steele. Pourtant, elle est la seule à ne pas croire à cette histoire. Elle utilise alors des débris de verre pour créer une puissante lumière sur une colline derrière la ville.
Balto arrive à s'extirper de la neige et commence à se lamenter, pensant qu'il a échoué. C'est à ce moment qu'un loup blanc apparaît devant lui. Il se rend compte alors que la caisse est intacte, accepte son héritage de loup et hurle avec le loup blanc. Il arrive à sortir de ce ravin avec la caisse et reprend son voyage, utilisant son flair pour suivre le bon chemin. L'attelage arrive à franchir un pont glacé, évite de se faire emporter par une avalanche et de finir empalé sur des stalagmites dans une grotte.
L'attelage arrive à Nome. Les chiens s'aperçoivent de la traîtrise de Steele et le laissent seul. L'ensemble de la ville accueille Balto et les siens comme de véritables héros. Balto est félicité par l'ensemble des habitants ainsi que par ses amis. Jenna et Balto s'avouent leur amour respectif et le dessin animé se conclut par l'ensemble de la ville applaudissant son héros.
Le film revient en images réelles avec la petite-fille ayant trouvé le mémorial, qui n'est d'autre que la statue de Balto. Alors que la petite-fille s'éloigne avec son chien, on s'aperçoit que la grand-mère est Rosy et qu'elle remercie une nouvelle fois Balto pour ce qu'il a fait.
Sauf mention contraire, les informations ci-dessus proviennent de la version numérisée du scénario.

## Personnages

### Personnages principaux
- Balto : Un chien-loup (moitié loup, moitié husky) habitant dans une épave de bateau près de la ville de Nome. Rejeté par la majorité des humains et des chiens du fait de son métissage, il n'arrive pas à trouver sa place dans le monde qui l'entoure. Il a pour seuls amis Boris, qui l'a recueilli, ainsi que les ours polaires Muk et Luk. Courageux, rapide et athlétique, il s'engage à corps perdu dans une expédition pour retrouver l'attelage de chiens transportant le sérum et sauver l'ensemble des enfants de Nome, dont la petite Rosy, touché par la diphtérie[4],[5].
- Jenna : Une chienne husky sibérien, animal de compagnie de Rosy et très attachée à sa jeune maîtresse. Elle est courtisée par le champion de la ville Steele. Néanmoins, elle ne ressent rien pour lui, le considérant comme égoïste et narcissique. Elle va commencer à fréquenter Balto, développant des sentiments envers lui, ce qui choque au plus haut point ses amies Dixie et Sylvie qui ne comprennent pas sa vision des choses[4].
- Boris : Un jars sauvage originaire de Russie. On ne sait cependant pas comment il est arrivé à Nome. Il est comme un père pour Balto, (qui dans le troisième film le qualifie de « père qu’il n’a jamais eu »), le suivant dans toutes ses aventures et habitant même avec lui. Il passe ses journées à le conseiller et à s'en occuper. Ses conseils permettront d'ailleurs à Balto de reprendre confiance dans cette aventure[4].
- Steele : Un husky sibérien, considéré comme le meilleur chien de course de toute la ville, étant le détenteur du Collier d'Or. Orgueilleux, tricheur et menteur, il n'hésite pas à rabaisser Balto et à se moquer de lui à cause de son métissage. Il tente aussi de séduire Jenna par tous les moyens possibles mais, voyant qu'elle est attirée par Balto, il essaye à plusieurs reprises d'éliminer le chien-loup[4].

### Personnages secondaires
- Rosy : Le personnage de Rosy est le seul dans le film à apparaître sous deux formes : d'abord sous les traits d'une petite fille, maîtresse de Jenna. Elle est une des rares humaines à côtoyer Balto alors qu'il est méprisé par l'ensemble des humains, particulièrement son père. Atteinte de la diphtérie, c'est pour elle que Balto vivra son aventure. Ensuite, on la voit sous la forme d'une grand-mère (interprétée par Miriam Margolyes), racontant à sa petite-fille l'histoire de Balto.
- Muk et Luk : Deux ours polaires. Ils ont été recueillis par Boris car ils n'ont pas été acceptés par leur clan à cause de leur inaptitude à nager. Immatures, ils ne cessent de déranger leur oncle au plus grand désarroi de celui-ci.
- Nikki : Un chien du traîneau transportant le sérum et un des trois acolytes de Steele. Nikki est robuste et le chien le plus agressif envers Balto après Steele.
- Kaltag : Un autre acolyte de Steele, Kaltag n'hésite pas à flatter son chef, Steele, en utilisant tous les superlatifs possibles. Même s'il est moins agressif envers Balto, il reste un des chiens les plus virulents envers lui. Le personnage tire son nom d'une ville qui servit d'étape à la course au sérum de 1925.
- Star : Le dernier membre du trio, c'est le moins intelligent du groupe mais il donne, quelquefois, des idées qui sont logiques et viennent du bon sens. Il est aussi le souffre-douleur de Nikki et Kaltag.
- Dixie et Sylvie : Deux chiennes et amies de Jenna. Dixie est un loulou de Poméranie. Follement amoureuse de Steele, elle use de tous les moyens possibles pour attirer son attention. Elle ne comprend d'ailleurs pas le comportement de Jenna envers lui. Sa maîtresse étant en pension, elle se vante de pouvoir savourer une certaine liberté. Quant à Sylvie, c'est un lévrier afghan qui n'hésite pas à raconter les dernières nouvelles et rumeurs de la ville.

## Fiche technique
- Titre : Balto, chien-loup, Héros des neiges
Balto, l'histoire d'une légende (Sortie DVD)
- Titre original : Balto
- Réalisation :
  - Réalisateur : Simon Wells
  - Assistant réalisateur : Steve Pegram, Laura Ann Florino et Erica Fox
- Scénario : David Cohen, Elana Lasser, Cliff Ruby et Roger S. H. Schulman d'après une idée originale d'Elana Lasser et Cliff Ruby
- Storyboard : Daan Jippes (supervision), David Bowers et Steve Martino
- Musique : James Horner
- Directeur de la photographie / Opérateur caméra : Jan Richter-Friis
- Production :
  - Producteur : Steve Hickner
  - Producteurs exécutifs : Kathleen Kennedy, Bonne Radford et Steven Spielberg
  - Producteur associé : Rich Arons
  - Manager de production : Jill Hopper
  - Superviseur de la production : Matthew Teevan
- Conception graphique :
  - Superviseur décors : Douglas Kirk
  - Superviseur arrière-plan : Ray Rankine et Colin Stimpson
  - Superviseur effets : Mike Smith
- Animation des personnages :
  - Superviseur animation Balto : Jeffrey J. Varab et Dick Zondag
  - Superviseur animation Boris : Kristof Serrand
  - Superviseur animation Jenna : Rob Stevenhagen
  - Superviseur animation Steele : Sahin Ersoz
  - Superviseur animation séquence Steele et Jenna : Rodolphe Guenoden
  - Superviseur animation Muk & Luk : Nicolas Marlet
  - Superviseur animation Nikki, Kaltag et Star : William Salazar
  - Supervision animation Rosy : David Bowers
  - Supervision animation Dixie, Sylvie et principaux humains : Patrick Maté
- Post-production :
  - Superviseur de la post-production : Martin Cohen
  - Coordinateur de la post-production : Erica Frauman
- Durée : 76 minutes
- Classification :
  - États-Unis : G (Tous publics)[6]
  - France : Tous publics[7]
- Dates de sortie :
  - États-Unis : 22 décembre 1995 (distributeur : Universal Pictures)
  - France : 10 juillet 1996 (distributeur : UIP)
- Dates de sortie en cassette vidéo VHS :
  - États-Unis : 2 avril 1996
  - France : 5 février 1997
- Dates de sortie en DVD :
  - États-Unis : 19 février 2002
  - France : 8 octobre 2002

Sauf mention contraire, les informations proviennent de l'Internet Movie Database ainsi que de animationsource

## Distribution

### Acteurs
- Miriam Margolyes (VF : Janine Souchon ; VQ : Béatrice Picard) : Rosy âgée
- Lola Bates-Campbell (VF : Adeline Chetail ; VQ : Kim Jalabert) : la petite-fille de Rosy

### Voix originales
- Kevin Bacon : Balto
- Bob Hoskins : Boris
- Bridget Fonda : Jenna
- Jim Cummings : Steele
- Phil Collins : Muk / Luk
- Juliette Brewer : Rosy jeune
- Jack Angel : Nikki
- Danny Mann : Kaltag
- Robbie Rist : Star
- Sandra Dickinson : Dixie / Sylvie / La mère de Rosy
- William Roberts : Le père de Rosy
- Donald Sinden : Le médecin / Doc
- Bill Bailey : Le boucher
- Garrick Hagon : Le télégraphiste
- Big Al : Un chien de la ville
- Michael Shannon : Voix additionnelles
- Miriam Margolyes : Voix additionnelles
- Austin Tichenor : Voix additionnelles
- Reed Martin : Voix additionnelles
- Adam Long : Voix additionnelles

Sauf mention contraire, les informations proviennent de l'Internet Movie Database et Notre Cinéma.com.

### Voix françaises
- Philippe Vincent : Balto
- Patrick Préjean : Boris
- Rafaèle Moutier : Jenna
- Gérard Rinaldi : Steele
- Gilbert Levy : Muk / Luk
- Adeline Chetail : Rosy jeune
- Jean-Jacques Nervest : Nikki
- Daniel Lafourcade : Kaltag
- Vincent Violette : Star
- Françoise Cadol : Dixie
- Déborah Perret : Sylvie / La mère de Rosy
- Georges Caudron : Le père de Rosy
- Henri Labussière : Le télégraphiste
- Bruno Carna : Le boucher

Sauf mention contraire, les informations proviennent de Notre Cinéma.com.

## Voix québécoise
- Antoine Durand : Balto
- Hubert Gagnon ou Vincent Davy : Boris Goosinov, l'oie russe des neiges
- Marie-Andrée Corneille : Jenna
- Jean-Luc Montminy : Steele
- Sébastien Ventura : Muk
- François L’Écuyer : Luk /  Étoile
- Karine Vanasse : Jeune Rosy
- Pierre Auger : Nikki
- Yves Corbeil : Kaltag
- Élise Bertrand : La mère de Rosy
- Yves Massicotte : Le père de Rosy
- Natalie Hamel-Roy : Dixie
- Hélène Mondoux : Sylvie
- Sébastien Dhavernas :  Télégraphiste
- Marc Bellier : Boucher

## Production

### Genèse

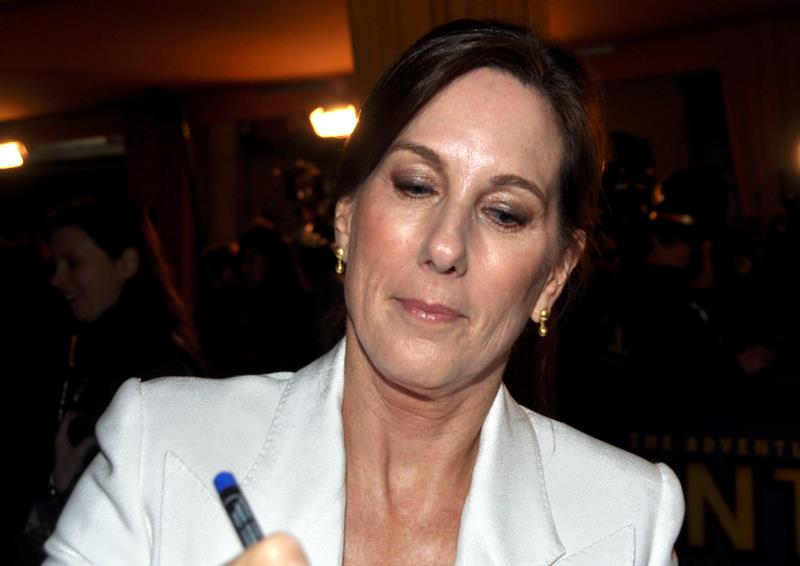
Kathleen Kennedy est productrice exécutive sur toutes les productions d’Amblimation, dont Balto.

Les studios Amblin Entertainment se lancent dans le film d'animation en 1986 en produisant Fievel et le Nouveau Monde (An American Tail), réalisé par Don Bluth. Le film est un succès commercial et populaire avec un chiffre d'affaires de près de 84 millions de dollars américains. À la vue de ce succès, Steven Spielberg, fondateur d'Amblin Entertainment, décide de créer une filiale qu'il baptise Amblimation. Le studio s'associe avec les Universal Cartoon Studios, filiale du distributeur Universal Pictures.
C'est à la fin de l'année 1991 que les premières réalisations du studio sont dévoilées au public. D'abord, le film Retour vers le futur (Back to the Future) produit par Amblin est décliné en une série télévisée d'animation. Elle dure deux saisons et remporte quelques récompenses, notamment quatre Daytime Emmy Awards. Quelques semaines plus tard, le studio sort son premier film sur les écrans américains, qui n'est autre que la suite des aventures du personnages de Fievel (qui devient la mascotte du logo d'Amblimation) : Fievel au Far West (An American Tail: Fievel Goes West, 1991). Le film est un succès au box-office et permet au studio de confirmer ses débuts.
Les studios veulent faire du personnage de Fievel leur principal atout et ils produisent une série télévisée avec ce personnage, Les Aventures de Fievel au Far West (Fievel's American Tails). Il faut attendre 1993 pour voir le second film du studio. Les Quatre Dinosaures et le Cirque magique (We're Back!: A Dinosaur's Story) subit dès sa sortie sur les écrans américains un mauvais accueil de la part de la presse. Todd Camp, du Baltimore Sun, écrit que « le studio n'évolue pas et [que le film] partage les mêmes défauts que ses prédécesseurs ». Le film est aussi un échec au niveau du public avec seulement neuf millions de dollars de recettes au box-office.

### Scénario

#### Inspiration

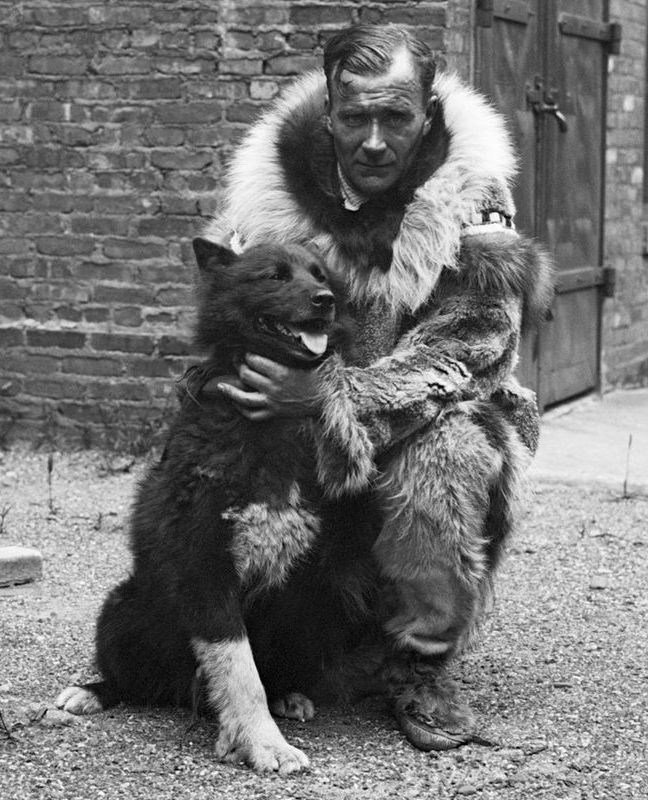
Gunnar Kaasen et son chien de tête Balto en 1925. L'histoire de Balto va être utilisée comme base du scénario.

Le scénario du film Balto s'inspire d'un fait historique, s'étant déroulé au début de l'année 1925. La petite ville de Nome, en Alaska, est touchée par une épidémie de diphtérie. Les premières victimes de cette maladie sont deux bébés inuits du village d'Holy Cross qui décèdent en décembre 1924. Le premier cas de diphtérie signalé dans Nome est diagnostiqué par Curtis Welch, le seul médecin de la ville, sur un enfant de trois ans qui décède le lendemain. Le jour même, le 20 janvier 1925, Nome lance un appel de détresse par radio, affirmant qu'il n'y a plus de vaccin pour lutter contre cette maladie.
Le 22 janvier, Welch envoie un message par télégraphe aux grandes villes de l'Alaska ainsi qu'au gouverneur Scott Cordelle Bone, avertissant de la situation critique de la ville ainsi que du besoin urgent d'un million de doses du vaccin antidiphtérique,. La ville d'Anchorage répond favorablement à l'appel de Welsh mais les conditions météo difficiles empêchent le transport du sérum par bateau ou par avion. Un relais de chiens de traîneau est alors organisé pour transporter les vaccins de Nenana, où la voie de chemin de fer s'arrête, à la ville de Nome. Le sérum arrive deux jours plus tard. Bill Chanon est le premier conducteur (ou Musher) du relais, qui en comptera vingt au total et 150 chiens pour parcourir plus de mille kilomètres.
C'est finalement le 2 février que la caisse de vaccin arrive à Nome, porté par Gunnar Kaasen et son chien de tête Balto. Les malades sont sauvés. Les médias vont s'emparer de cet événement pour faire de Balto le héros de Nome. De plus, c'était la première fois que Balto était nommé chien de tête d'un attelage.
Après cela, Balto et les membres du traîneau sont demandés par le producteur de cinéma Sol Lesser pour un film retraçant l'histoire de la course au sérum. Balto tourne alors dans les deux parties de ce petit film intitulé Balto's Race to Nome et fait ensuite une tournée pour la promotion du film.
Les scénaristes Cliff Ruby et Elana Lesser, connus pour leurs scénarios de téléfilms, de petits films d'animation ou encore de séries comme Une maison de fous, se penchent sur cette histoire et décident de l'adapter. Les studios Amblimation acceptent le projet Balto et adjoignent à Lesser et Ruby deux autres scénaristes, David Cohen et Roger S. H. Schulman.

#### Différences historiques
Même si le scénario est tiré de cette histoire vraie, il présente également quelques éléments fictionnels, notamment le fait que Balto n'était pas un chien-loup mais un husky sibérien pure race qui avait commencé sa vie en aidant les mineurs de la région.
Ensuite, la course au sérum n'était pas effectué par un seul traîneau mais par un relais de chiens et de conducteurs. Ce fut le chien de tête Togo qui courut la plus longue distance de cette course. De plus, le film ne fait pas mention des décès déplorés avant l'arrivée du sérum. Ce choix a été fait pour que le film soit plus approprié à un jeune public.

### Choix techniques
Les studios Amblimation décident de confier la réalisation du film à Simon Wells, qui a déjà exercé cette fonction dans les deux autres films du studio. La différence est que c'est la première fois que le jeune réalisateur réalise un film seul. En effet, Wells avait réalisé Fievel au Far West avec Phil Nibbelink et il faisait partie d'un quatuor de réalisateur pour Les Quatre Dinosaures et le Cirque magique, retrouvant Nibbelink et faisant équipe avec les frères Ralph et Dick Zondag. Dick Zondag va d'ailleurs travailler sur Balto comme storyboardeurs.
Pour la production du film, Amblin Entertainment fait appel à un studio d'animation danois ayant vu récemment le jour, A. Film A/S, pour s'occuper de l'animation secondaire. Ce studio a commencé ses activités en 1990 en occupant des rôles mineurs dans la réalisation de certains films avant de produire intégralement son premier long-métrage d'animation, Jungle Jack en 1993. Au total, la production de Balto coûte trente-et-un millions de dollars.
Le personnage de Jenna, doublé par Bridget Fonda, est inspiré d'Audrey Hepburn, grande actrice des années 1950 et 1960.
Le film est divisé en deux parties : une première partie en capture réelle, se déroulant au sein de Central Park à New York avec les deux seules actrices réelles, Miriam Margolyes et Lola Bates-Campbell. Et une seconde partie animée, couvrant la grande majorité du film.
Le casting de Balto réunit une pléiade de grands acteurs du monde du cinéma. Kevin Bacon se prête au jeu du doublage pour le personnage de Balto et effectue sa première et seule expérience de doublage pour un film d'animation. Avec ce film, Bacon, connu pour des rôles assez noirs et psychologiques, commence à jouer dans le cinéma dit « pour enfants » et reviendra, dans ce genre, sept ans plus tard avec Mon chien Skip (My dog Skip). Le batteur Phil Collins effectue lui aussi sa première expérience dans le milieu du doublage, prêtant sa voix aux deux ours polaires Muk et Luk.
Bridget Fonda, qui vient de jouer dans J.F. partagerait appartement (Single White Female) et Milliardaire malgré lui (It Could Happen To You), est le personnage de Jenna, effectuant son deuxième doublage après celui de Gandahar en 1988. Quant au personnage comique de Boris, il est laissé à l'acteur Bob Hoskins, très connu dans le milieu de la comédie surtout par son rôle dans Qui veut la peau de Roger Rabbit (Who Framed Roger Rabbit).
À l'origine, le doublage du personnage de Steele avait été assuré par l'acteur Brendan Fraser mais ses voix n'ont pas été conservées. C'est Jim Cummings, acteur spécialisé dans le doublage, qui est finalement choisi pour interpréter ce rôle.

### Musique
Ayant déjà composé la musique des deux premiers films des studios Amblimation, James Horner compose la musique du film ainsi que la chanson Reach for the Light avec Barry Mann. Les paroles de la chanson sont écrites par Cynthia Weil et interprétées par Steve Winwood. Ce sera une des dernières compositions de Horner sous le label MCA Records.
La bande originale officielle du film sort le 21 novembre 1995. Elle est jouée par l'Orchestre symphonique de Londres et enregistrée aux Studios Abbey Road de Londres. L'orchestration est assurée par Steve Bramson et Don Davis. La partition rendue par Horner est saluée par l'ensemble des critiques. Le site spécialisé Filmtracks indique qu'Horner « réalise une de ses partitions les plus fortes dans le cinéma d'animation ». Selon le même site, le compositeur reprend quelques éléments de sa composition faite pour Apollo 13 (notamment dans The Heritage of the Wolf) mais conclut sur le fait que « la force de la partition réside à la fois dans son refus de lever les motifs exacts[Quoi ?] d'Horner et, plus important encore, sa capacité à maintenir un ton quelque peu engageant et excitant d'action tout au long de tout son contenu sans pour autant devenir fastidieuse ».
Le site AllMusic est plus réticent envers la bande originale du film, déclarant que « l'album est composé d’une partition symphonique d'Horner, qui répond sans doute habilement aux besoins de l'intrigue aventureuse du film, même si elle manque d'originalité » et affiche la note de 3⁄5.
Le film est surtout connu pour la chanson Reach for the Light, qui existe en version courte et en version longue. Bien qu’aucun single officiel de cette chanson ne soit sorti, la chanson arrive à se classer à la vingt-neuvième place au bout d'une semaine au Hot Adult Contemporary Tracks, ce qui sera la dernière apparition de l'interprète Steve Winwood dans ce classement.

## Accueil

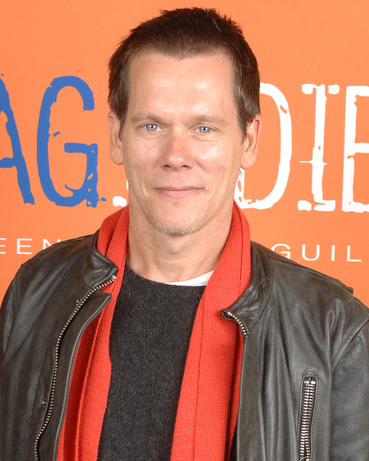
Kevin Bacon, ici en 2007, prête sa voix au personnage de Balto. C'est la seule fois, à ce jour, où Bacon a doublé un film d'animation.

La sortie officielle du film se fait le 22 décembre 1995 aux États-Unis dans 1 427 salles de cinéma,. Balto fait un démarrage difficile, se classant quinzième du classement des sorties, après trois jours de diffusion, récoltant 1 519 755 dollars,. De plus, le film doit subir une concurrence rude, notamment avec des films comme Toy Story ou Jumanji qui s'accrochent en tête du box-office américain, mais aussi par les films sortis à la même date comme Où sont les hommes ?, qui rafle la première place du classement dès sa sortie, Les Grincheux 2 ou encore Mort subite. Le film est la huitième nouveauté à figurer dans ce classement. Après une semaine complète, le film ne bouge pas de sa quinzième place et récolte plus de trois millions de dollars. La deuxième semaine est légèrement plus fructueuse pour la troisième réalisation de Simon Wells qui, sur deux semaines, affiche 7 354 915 dollars de recettes. Le film est diffusé durant soixante-six jours dans les salles américaines dont dix-sept dans plus de mille salles. Finalement, le film récolte plus de onze millions de dollars au cinéma dans le monde,.
En France, le film sort une première fois le 10 juillet 1996 avec d'autres films comme Ace Ventura en Afrique mais là aussi, il passe inaperçu à cause du faible nombre de salles de cinéma le diffusant,. La sortie en cassette vidéo du film se fait le 5 février 1997. Néanmoins, huit ans plus tard, le distributeur Carlotta Films s'approprie les droits de distribution du film en France et décide de le diffuser une seconde fois au cinéma le 5 février 2003,. Le film reste sept semaines sur les écrans français avant d'être déprogrammé et enregistre le score de 91 035 spectateurs lors de ses deux sorties,,.
Le film est moyennement bien accueilli par les critiques cinématographiques selon le site Rotten Tomatoes. Du côté des bonnes critiques, Roger Ebert du Chicago Sun-Times écrit que « même si Balto n'a pas la magie des récents films d'animation de Disney, [le film] fonctionne assez bien sur son propre terrain » concluant sur le fait que « c'est un film pour enfants, simplement dit, avec beaucoup d'excitation et de caractère qui peut vous tenir à cœur ». Peter Stack du San Francisco Chronicle se laisse lui aussi charmer, et donne son coup de cœur aux scènes de l'avalanche ainsi que de la grotte et juge la bande originale « criante ». Un des seuls reproches que fait Stack au film est la minceur du scénario mais il juge l'histoire « convaincante ». Quant à Stephen Holden du New York Times, il définit « une histoire rafraîchissante, sans prétention, qui se distingue de la plupart des longs-métrages d'animation » et apprécie le fait que « la grandeur mythologique » est limitée.
Néanmoins, certains journalistes sont plus sceptiques. Susan Wloszczyna, du quotidien USA Today critique le choix des doubleurs originaux principaux, à savoir Kevin Bacon et Bridget Fonda, ainsi que l'histoire d'amour entre Balto et Jenna qu'elle juge pâteuse, et attribue au film une note moyenne. Une des critiques les plus dures envers le film fut celle de Steve Rhodes qui déclare s'être « ennuyé » et qualifie l'animation d'« inacceptable ». Rhodes critique aussi certaines scènes ayant été vues dans d'autres films ainsi qu'une mauvaise réalisation et un scénario presque sans humour. Rhodes termine par le fait qu'il ne faut pas perdre son temps avec Balto et qu'il vaut mieux aller voir « Toy Story pour la troisième ou quatrième fois ». Enfin, pour Madeleine Williams de Cinematter, « les enfants doivent trouver le film assez divertissant, mais Balto n'a pas les qualités qui font les meilleurs films d'animation ».
En France, le magazine Télécâble Sat Hebdo applaudit des deux mains le film, écrivant : « produit par Steven Spielberg, un très beau dessin animé qui charme par son graphisme, sa poésie et ses personnages très attachants ». Jacques Mandelbaum du Monde définit le film comme « le mélange de la modernité des méthodes d'animation [avec le] classicisme du scénario » mais étant « d'une efficacité redoutable ». Le magazine Télé 2 semaines salue « une histoire édifiante et attachante, qui ravira les petits » mais attribue une note moyenne au film. Télérama, quant à lui, indique que malgré certains airs de ressemblance avec l'univers Disney et une animation pas toujours fluide, « les enfants devraient apprécier ».
En Belgique, le site internet Cinopsis affirme que « Balto réunit tous les ingrédients du bon dessin animé classique » mais n'est pas tout à fait satisfait de l'animation des personnages, écrivant que « l'animation laisse souvent à désirer, surtout en ce qui concerne les humains ». En Allemagne, Moviemaster définit Balto comme « un des points forts de la production animée non-Disney » et regrette le faible nombre de copies délivrées par le distributeur UIP.

## Distinction
Balto ne reçoit aucune récompense ou distinction particulière. Le film n'arrive à décrocher qu'une seule nomination, lors de la dix-septième cérémonie des Youth in Film Awards (aujourd'hui appelés Young Artist Awards) dans la catégorie « Meilleur film familial - Film musical ou comédie ». La récompense est alors remportée par le film Toy Story.
| Cérémonie                 | Catégorie                                                                                  | Résultat   |
| ------------------------- | ------------------------------------------------------------------------------------------ | ---------- |
| 17th Youth in Film Awards | Meilleur film familial - Film musical ou comédie (Best familly feature: musical or comedy) | Nomination |

## Fermeture d'Amblimation et suites
Deux ans après la sortie de Balto au cinéma, le studio Amblimation ferme ses portes. Spielberg décide d'arrêter la production de film via ce studio à cause des échecs des différents films sortis au cinéma. La production de Balto est elle même considérée comme un échec, le film n'ayant récolté que onze millions de dollars sur un budget de trente-et-un millions.
De plus, en 1994, le réalisateur fonde avec Jeffrey Katzenberg et David Geffen la société de distribution et de production DreamWorks et ont le projet de se relancer dans le cinéma d'animation ; alors que certains projets commencent à naître, Amblimation ferme pour permettre à DreamWorks Animation de voir le jour un an après seulement. Cela entraîne un transfert de certains animateurs et grandes figures de l'ancien studio, comme Nicolas Marlet, vers les nouveaux studios de Spielberg qui auront plus de succès,.
Malgré la disparition d'Amblimation, Universal Cartoon Studios qui a coproduit Balto ainsi que l'ensemble des films de la société, décide de faire une suite s'intitulant Balto 2 : La Quête du loup (Balto 2 : Wolf Quest), qui sort directement en vidéo le 19 février 2002 aux États-Unis après deux ans de production et qui sera d'ailleurs présenté au Festival international du film pour enfant de Kristiansand, en Norvège,. En 2004, le studio récidive et fait une seconde suite Balto 3 : Sur l'aile du vent (Balto 3: Wings of Change) qui sortira plus tôt en Europe qu'aux États-Unis, sous format vidéo, mais qui bénéficiera d'une diffusion à la télévision avant la commercialisation du DVD dans son pays d'origine.
Ces deux suites seront de qualité inférieure au film d'origine mais vont susciter l'intérêt du public, et plus particulièrement du jeune public, malgré des résultats assez moyens aussi bien en termes de ventes que de critique. Les acteurs et membres principaux du premier film ne reprennent pas leurs rôles et c'est une autre équipe qui produit le film. Il faudra attendre la deuxième suite, à savoir Balto 3, pour voir le retour d'Elana Lesser et Cliff Ruby aux postes de scénaristes.